# Vedel Simonsen
Lauritz Schebye Vedel Simonsen (født 20. december 1780 på Elvedgård, død 12. juli 1858 sammesteds) var en dansk historiker.

## Uddannelse og karriere
Vedel Simonsen blev født på den fynske herregaard Elvedgård, som hans farfar, en husmandssøn, der havde arbejdet sig i vejret, ved giftermål var kommet i besiddelse af. Hans forældre var kancelliråd Claus Vedel Simonsen (født 1750 død 1832) og Ane Marie født Schebye (født 1757 død 1827), en fynsk herremandsdatter. I det velhavende hjem tilbragte Vedel Simonsen en ensom barndom, men allerede fra sit 10. år opdroges han i præstegårde, indtil han 1798 blev student.
Efter først at have studeret jura – som stud. juris blev han 1801 premierløjtnant i det af studenter dannede Kronprinsens Livkorps – vendte han sig til lægevidenskaben og tog 1803 embedseksamen heri. Det følgende år vandt han både Københavns Universitets guldmedalje for en lægevidenskabelig afhandling og den medicinske doktorgrad, hvorpå han 1805-06 studerede ved universiteterne i Göttingen og Halle. Hans omgang på sidstnævnte sted med Henrik Steffens fik stor betydning for ham, i det den gjorde ham til en begejstret tilhænger af den Schellingske naturfilosofi og den tyske romantik. Han, hvis unge sjæl i barnekammeret på Elvedgaard havde indsuget den fantastiske overtro og sagnagtige overlevering, som endnu førte et frodigt liv blandt almuen, grebes nu af en levende interesse for Middelalderen og førtes derved ind på nye baner.
Foreløbig forenede han sine gamle og nye interesser ved at lægge sig efter lægevidenskabens og dens dyrkeres historie, men det varede ikke længe, inden han helt gik over til historiske studier. 2 vidt forskellige, i året 1806 udsatte prisspørgsmål fristede ham, Selskabet til de skønne og nyttige Videnskabers Forfremmelses: en lovtale over Griffenfeld, og det danske Videnskabernes Selskabs: om Østgoterne i Italien. På disse arbejdede han i et par år, men da fremlagde han også et manuskript på 90 ark foruden bilagene; intet under, at dette fandtes langt at overskride grænserne for en "Lovtale", så at prisen ikke kunne tilkendes ham, men håndskriftet købtes af kongen med tilsagn om, at det en gang skulle blive trykt, et løfte, som dog aldrig indfriedes. Afhandlingen om østgoterne indbragte derimod Vedel Simonsen guldmedaljen (1807).
Da han for sine studiers skyld følte ønskeligheden af et fast ophold i København, opnåede han 1807 at blive volontær og det næste år amanuensis ved Københavns Universitetsbibliotek, men allerede 1809 opgav han stillingen, der ikke tilfredsstillede ham, og da han 1810 søgte at få en plads som sekretær i Gehejmearkivet oprettet for sig, var det også hans ønske, at han nærmest skulle anvendes til indsamling af dokumenter omkring i landet. En sådan plads fik han vel ikke, men efter at han 1810 var blevet medlem af Kommissionen til Oldsagers Opbevaring (blev i den til dens ophør 1849) og samme år havde fået en 2-årig understøttelse (næste år forlænget "indtil videre") for at udarbejde selvvalgte dele af Danmarks historie, overdroges det ham 1811 at berejse Fyns købstæder for at registrere og indsamle arkivalier og samle arkæologiske genstande.
Man bebrejdede ham, at han ikke lagde tilstrækkelig vægt på hovedøjemedet, indsamlingen af arkivalier, men man må alligevel indrømme, at rejsen, hvis omkostninger han selv bar, gav et rigt udbytte, og de mange oldsager, han indkøbte til det offentlige, betalte han af sin egen lomme. 1812 foretog han en mindre studierejse i Tyskland og 1814 en arkivalsk-antikvarisk udflugt i Jylland.

## Litterær produktivitet
Indtil 1813 var det, Vedel Simonsen havde meddelt offentligheden af historiske bidrag, kun ubetydeligt, men det nævnte år blev vidne til en forbavsende produktivitet fra hans side, udgivelsen af 7 hæfter (omkring 1100 sider) om til dels meget forskellige emner, nemlig Udsigt over Nationalhistoriens ældste og mærkeligste Perioder (4 hæfter), Borgruinerne (2 hæfter) og Fyns Vilkaar i Grevens Fejde.
Det første af disse skrifter var et stort anlagt værk, hvis beregnede 8 hæfter, hvert for sig udgørende et hele, skulle behandle enkelte sider eller afsnit af Danmarks historie helt ned til midten af det 17. århundrede; de udkomne 4 handlede om Nationalhistoriens, især dens haandskrevne, Kilders forskjellige Skæbne i Norden, Vort Nordens første Beboelse, ældste Indvaanere og tidligste Skæbne, Vikingesædet Jomsborg og Nordiske Valfarter og Korstog til det hellige Land. Men da efter et par års pause – til dels fremkaldt ved de pekuniære tab udgivelsen i en vanskelig tid af så mange skrifter, alle udkomne på hans eget forlag, havde voldet ham trods den fra Fonden ad usus publicos modtagne understøttelse – fortsættelsen fulgte (1816), havde han allerede skiftet plan for værket. Det nye hæfte (3. dels 1. hæfte) indeholdt Den danske Adels og Ridderstands Historie indtil Souveræniteten 1. hæfte, og det bebudedes, at dette emne skulle behandles videre i endnu 7 hæfter.

## Personlige sorger
Intet af disse så dog lyset, foretagendet opgaves helt, og i mange år sad Vedel Simonsen tavs på Elvedgård. Grunden til denne lange tavshed har man villet finde deri, at da hans sidstnævnte bog, den eneste af ham udgivne, som udkom på en boghandlers forlag, fremkaldte en del retshistoriske indvendinger fra den unge Janus Lauritz Andreas Kolderup-Rosenvinge, følte han sig krænket over denne kritik, der dog ingenlunde fremtrådte i en sårende form, og trak sig som en vred Achilles tilbage i sit telt, og da Vedel Simonsen ikke var så lidt forfængelig, er det meget muligt, at samtiden har haft nogen ret i denne forklaring; men også andre momenter må have grebet ind for at fremkalde en så vedvarende virkning.
Entusiast, som Vedel Simonsen var, udkastede han store planer og satte for en tid alt ind på deres udførelse, men den tilsvarende udholdenhed manglede ham; deraf de mange afbrydelser i hans liv. Skønt han på sin korte forfatterbane havde vundet meget anerkendelse (blev 1808 medlem af Det kongelige danske Selskab for Fædrelandets Historie, fik 1809 det danske Videnskabernes Selskabs sølvmedalje for en afhandling, optoges 1810 i dette selskab, fik 1811 titel af professor og valgtes 1812 til medlem af Det Kongelige Norske Videnskabers Selskab), følte han sig dog på denne tid skuffet over, at der ikke ville åbne sig en passende livsstilling for ham. Hertil kom så huslige sorger, der kastede deres dybe skygger over hele hans liv.
10. juli 1807 var han blevet gift med Sophia Franciska Kragh (død 1861), datter af parykmager Herman Kragh i København, åbenbart en mesalliance for herremandssønnen. Hun blev ham utro, og de separeredes allerede 1814. Mange år senere (1836) opløstes ægteskabet, da han påtænkte at gifte sig på ny, hvilket dog ikke blev til noget. Ægtefællernes eneste barn, en søn, forblev på Elvedgård hos faderen; det blev en aldrig forvundet sorg for denne, da det unge menneske 1824 begik selvmord.
Hellere end at ansættes som historisk professor ved det nye Universitet i Christiania, hvorom der havde været tale, ønskede Vedel Simonsen at blive anbragt ved Ordenskapitlets arkiv, og endelig 1816 lykkedes dette ham, i det han da blev ordenshistoriografens medhjælper, hvad han vedblev at være indtil 1827. Han havde dog sikkert gjort regning på en mindre underordnet stilling, og hans forsøg på at gøre noget stort ud af den strandede, da man med føje modsatte sig hans lyst til at inddrage den hele adelshistorie under ordenshistoriografien.
Han udarbejdede imidlertid i årenes løb en hel del ordenshistoriske afhandlinger (utrykte), men samtidig kastede han sig for en tid over golde studier af Middelalderens og østerlandenes symbolik og magi, i hvilken anledning han 1819 foretog en rejse til Hamburg. Efter at hans forhold til Ordenskapitlet var løst, gjorde han næppe flere forsøg på at bane sig vej til nogen embedsstilling; endnu 1823 havde Kancelliet tænkt på ham som en af den gamle gehejmearkivar Grímur Jónsson Thorkelins efterfølgere, men det endelige valg faldt ikke på ham. 1832 arvede han Elvedgård, hvis gods han dog ikke selv styrede.

## Vedel Simonsen som digter
Med undtagelse af, at Vedel Simonsen 1829 udsendte en lille pjece om historiske topografier, der indviklede ham i en fejde med den senere biskop Nicolai Faber, som med rette opponerede mod hans upraktiske forslag, udkom der intet selvstændigt historisk arbejde af ham i årene 1817-39, og hans bidrag til tidsskrifter er i disse år på de sidste nær næsten lige så sparsomme; det vigtigste er hans indgående behandling af Kæmpevisernes Skildring af Middelalderens Riddervæsen (1829).
Han kom nu ind i en ny periode af sit liv, hvor han syslede med digtekunsten. I 1830'erne udgav han en hel række digte og digtsamlinger, de fleste tilegnede kongelige personer.
Et af disse småhæfter, Ung Harald (1831), er en art selvbiografi, et andet, Livets Cirkel, indeholder en del indskrifter, han havde anbragt i sin have. De lyriske stemningsudbrud lykkes ham bedst, og enkelte af hans småvers er virkelig tiltalende ved det vemod, der vibrerer gennem dem.
De bedste er kendte fra hans senere historiske skrifter, hvis titelblade han prydede med dem; men læser man dem i større partier, kan de virke trættende, og når han vil optræde som digter i stor stil om høje emner, bliver han uklar i stedet for dybsindig. Også tekniske ufuldkommenheder præger hans vers.

## Fornyet historisk produktivitet
Efter Digterperioden i Vedel Simonsens liv fulgte et afsnit, det betydningsfuldeste, kendetegnet ved en endnu mere overvældende historisk produktion end den i året 1813.
Som en indledning til den nye periode fremkom 1840 hans Bidrag til danske Slottes og Herreborges Bygnings- og Befæstningshistorie i den katholske Tid, og derefter tog hans forfatterskab fart.
I årenes løb havde han indsamlet masser af stof til adelens personalhistorie og til Fyns og særlig hans fødeegns historiske topografi, og af disse samlinger gav han sig nu til at uddrage og udgive for fode væk, navnlig støttet af Michael Nicolai Christopher Kall Rasmussen, thi hvor rige hans samlinger end var, havde de den væsentlige mangel, at de foruden fra litteraturen overvejende kun var hentede fra lokale kilder, hvorfor han måtte have en medhjælper i København, som fra de derværende arkiver og håndskriftsamlinger kunne supplere hans fjernt fra hovedstaden indsamlede materiale.
De skrifter, han nu udgav – lige så lidt som hans digte kom noget af dem i boghandelen –, var følgende: Bidrag til Odense Bys ældre Historie (5 hæfter, 1841-44), Samlinger til Hagenskovs Historie (1842), Bidrag til Eske Brocks Levnedsbeskrivelse (2 hæfter, 1842-43), Bidrag til Rugaards Historie (5 hæfter, 1843-44), Bidrag til Hr. Jørgen Brahes Levnedsbeskrivelse (1845), Familieefterretninger om de danske Ruders Adelsslægt (2 hæfter, 1845), Samlinger til Elvedgaards Historie (4 hæfter, 1845-46). I løbet af 6 år udsendte han altså 20 hæfter (på over 3500 sider i alt), men så standser også med ét denne hans virksomhed – for sidste gang. End ikke det færdige 5. hæfte af den på interessante kulturhistoriske billeder fra det 18. århundrede rige bog om Elvedgård fik han udgivet; det kom sammen med hans samlinger til det antikvarisk-topografiske arkiv (Nationalmuseet).

## Karakteristik af forfatterskabet
Vedel Simonsen tilhører som forfatter nærmest det 18. århundrede med dets i reglen svage kildekritik. I besiddelse af en livlig fantasi har han en udpræget tilbøjelighed til, når lejlighed gives, at opføre luftkasteller af ville hypoteser, og hans usikre sprogkundskaber kunne ikke holde ham oppe, når han dristig vover sig ud på ord- og navneforklaringers farlige hængedynd. Til gengæld var han en af de første historikere der opdelte forhistorien i sten-, kobber- (bronze) og jernalder, da han i 1813 i sin Vort Nordens første Beboelse, ældste Indvånere og tidligste Skjebne, opererede med denne inddeling i behandlingen af kronologien.
Han er en flittig samler, og om hans sidste periodes arbejder må det erkendes, at de er rige kildeskrifter til navnlig det 16. og 17. århundrede, hvis brugbarhed dog desværre svækkes ved, at de alle mangler registre; men han forstår ikke begrænsningens kunst og har derfor medtaget meget ubetydeligt, som han trøstig kunne have ladet ligge. På fremstillingen ofrer han ikke meget eller helt intet, bortset fra hans ungdomsarbejder, hvor en vel blomstrenden pathos kan komme til orde. Indordnende alt i kronologisk rækkefølge er han som oftest tør, men i sine forord og stundum også ellers, når hans personlige følelser træde frem, kan han brede en vis blød stemning over fremstillingen. Det fortjener at fremhæves, at Vedel Simonsne, længe før arkæologerne fremsatte teorien om oldtidens tredeling, i 1813 udtalte, at man kunne skelne mellem en sten-, kobber- og jernalder, og at han i 1846 udkastede idéen til oprettelsen af provinsarkiver.
Vedel Simonsen var en mand, der forstod at bruge sine penge på en nyttig måde. Foruden det, hans bøger må have kostet ham at udgive, oprettede han 2 sognebiblioteker og udsatte præmier for skoleungdommen, gennem Videnskabernes Selskab 2 historiske prisspørgsmål og gennem Fyens Stifts patriotiske Selskab 3 prisopgaver om landkommunernes tarv. Til Universitetsbiblioteket skænkede han et legat, og Oldnordisk Museum forærede han tusinder af genstande.
Anerkendelsen udeblev ikke heller. 1836 gjorde Universitetet ham til æresdoktor i filosofi, 1840 blev han etatsråd, 1851 konferensråd, 1856 Kommandør af Dannebrog. Trods stor legemssvaghed blev han en gammel mand, inden han 12. juli 1858 endte sit ensomme liv på Elvedgård, hvor det havde hørt til hans kæreste beskæftigelser at sysle i den store have og leve et drømmeliv i naturen.
Vedel Simonsens arbejdsværelse forblev i årtier urørt. Antikvarboghandleren Arne Stuhr fortalte i 1943 om da han 1937 var blevet hyret til at vurdere hans efterladte bibliotek: "At træde ind i hans Biblioteksværelse, var som at træde 100 Aar tilbage i Tiden. Stuen var næsten, som da Vedel Simonsen havde forladt den i 1853 [sic], selv Kalotten og Blækhornet fandtes paa henholdsvis Knagen og Skrivebordet. Støv og døde Fluer er ikke altid at foragte; her havde de i Forening dannet en fortrinlig Beskyttelse mod Fugt o.a. over de mange Folianter og Pergamenter." Lynges Antikvariat, som overtog bogsamlingen, udgav i den forbindelse et katalog over de efterladte bøger.
Vedel Simonsens brevveksling blev udgivet af historikeren G.L. Wad i årbogen Fra Fyens Fortid.
I 1946 blev Vedel Simonsens lille studie Bøger og deres Skæbne, omhandlende alle de bøger der er gået tabt i tidens løb, udgivet på forlaget Rosenkilde og Bagger.